# Tolmetină
Tolmetina este un antiinflamator nesteroidian din clasa derivaților de acid acetic, utilizat ca antiinflamator, analgezic și antipiretic. Calea de administrare disponibilă este cea orală.

## Utilizări medicale
Principalele dureri și inflamații în care poate fi utilizată tolmetina sunt cele din:
- artrită reumatoidă[11][12]
- osteoartroză[13][14]
- dureri diverse,[15]
- spondilită anchilozantă.[16]

## Reacții adverse
Ca toate AINS, poate produce iritație gastrică cu risc de apariție a unor ulcerații și a unor hemoragii gastro-intestinale. Tolmetina poate produce și probleme cardiovasculare.